# Красное яйцо
«Красное яйцо» (фр. L’Œuf rouge) — новелла французского писателя Анатоля Франса, опубликованная в 1887 году. В 1889 году была включена в авторский сборник «Валтасар».
Действие новеллы происходит в современной автору Франции. Доктор N в связи с сюжетом повести Франса «Иокаста» рассказывает историю своего друга Александра Леманселя. В день рождения Александра курица на ферме его родителей сносит красное яйцо, которое с этого времени хранится в доме как реликвия. Придя однажды к доктору, Лемансель случайно натыкается на упоминание в одной из его книг красного яйца, предвещавшего императорскую власть Александру Северу, и это подталкивает его к сумасшествию и гибели.
«Красное яйцо» было впервые опубликовано 10 апреля 1887 года в газете Temps. В 1889 году Франс включил его в сборник «Валтасар». Исследователи видят здесь явную пародию на пасхальный рассказ и мотивы, близкие к натуралистической школе: безумие главного героя изначально предопределено плохой наследственностью.